# 肾叶山蚂蝗
肾叶山蚂蝗（学名：Desmodium renifolium）为豆科山蚂蝗属下的一个种。

## 扩展阅读
- 維基物種上的相關：肾叶山蚂蝗